# 反對禁止蒙面規例示威
反對《禁止蒙面規例》示威是2019年10月4日發生在香港反對逃犯條例修訂草案運動期间的一場示威活動。當日下午3點，香港特別行政區政府宣佈引用《緊急情況規例條例》頒布《禁止蒙面規例》，並於5日午夜12點正式實施。法律規定示威者在參與公眾活動時不能蒙面，否則警方有權當众除下面罩。國務院港澳事務辦公室和中央人民政府駐香港特別行政區聯絡辦公室表示堅決支持港府决定，而《禁蒙面法》遭到了示威者的強烈抵制，他們在10月4日發起「全民口罩日」活動，呼籲全民佩戴口罩上街抗議。
緊急法的使用，使當天下午開始直到晚上示威情況迅速惡化，全港18區都出現嚴重的衝突，是反修例運動以來之最，首次全部地區出現示威活動。其中，元朗一名14歲少年被休班警察以實彈擊中大腿，傷勢嚴重，被送到屯門醫院救治，而全日示威活動共造成31人受傷送院，其中3人傷勢嚴重。

## 背景
此前消息指，香港政府希望引用《緊急情況規例條例》平息反修例運動的連串示威運動所引發的暴力衝突。當時香港行政長官林鄭月娥未有直接否認，僅表示政府有責任審視任何可以「止暴制亂」的法治手段。民主派批評《緊急條例》賦予行政長官及行政會議莫大的權力，一旦運用，會使香港的局面更加混亂，從而衝擊經濟發展。建制派人士一方面憂慮條例影響外資對香港的投資觀感，繼而引發撤資浪潮，所造成的的影響甚至比示威更加嚴重，另一方面認為此前的六七暴動證明《緊急條例》能夠有效平息混亂。民間人權陣線認為警察在執法行動中蒙面并遮蔽警員編號，令公眾無法監察、投訴和追究，認為香港警察應該第一個禁止蒙面。
《禁蒙面法》正式公佈前一日（10月3日），消息透露法案頒布已經到最後階段，政府會在短期內公佈有關決定。消息一出，示威者便在網上發起「全民口罩日」活動，呼籲全民佩戴口罩上街抗議。最終，4日下午3點，政府召開特別記者會，林鄭月娥正式頒布《禁止蒙面规例》，并宣佈條例將於5日午夜12點正式生效。「長洲覆核王」郭卓堅、學聯前副秘書長岑敖暉入禀高等法院申請司法覆核，要求法院頒令廢除及禁止政府執行《禁蒙面法》。岑敖暉表示禁蒙面法限制《基本法》保障港人的政治權利及基本權利，及《香港人權法案》保障的和平集會示威自由權利。同時，岑敖暉及社民連梁國雄申請緊急臨時禁制令，要求禁止《禁止蒙面規例》在午夜後生效。經高等法院晩上開庭處理，決定拒絕批出臨時禁制令。
教育局向全港學校發信，稱為避免學生誤墮法網，要求學校提醒學生及家長除宗教或健康原因，在校內外均不應佩戴口罩或以任何方式遮蓋臉孔，教職員及在校工作的人士同樣如此。通告建議身體不適的學生或教職員應該在家中休息或前去求醫。家長認為，教育局的決定純屬過慮，決定學生是否能夠戴口罩上學的應該是學校。中學校長會主席鄧振強表示，學校不屬於公共地方，蒙面法例不會在校內執行。而學生在校園內戴口罩自沙士後的常態，每逢流感高峰期學校亦會免費提供口罩。

## 經過

### 午飯時段集會和抗議
中午12點半，過百人響應網民號召在中環遮打花園集會，快閃遊行到香港國際金融中心，期間隊伍一度走出馬路，遊行人士中不少人身穿恤衫西褲並帶上口罩，沿路呼叫：「黑警除口罩」、「反抗」等口號。与此同时，沙田新城市廣場亦有數百名戴口罩的示威者聚集在中庭。另外，太古亦有示威者走出英皇道及康山道等馬路，交通受阻。

### 政府頒布規例
下午3點，特區政府召開特別記者會，正式宣佈引用《緊急情況規例條例》頒布《禁止蒙面規例》，於5日凌晨零時正式實施。之後，行政署電郵通知所有員工，表示可以於下午3時半提早下班，同時大批防暴警察進入政府總部戒備。接近5點半，旺角20多名中學生於彌敦道示威抗議蒙面法。立法會綜合大樓張貼紅色告示，要求所有人必須立即撤離立法會綜合大樓。

### 各區示威激化
政府頒佈規例後，香港各區的示威活動激化。

#### 中環及金鐘

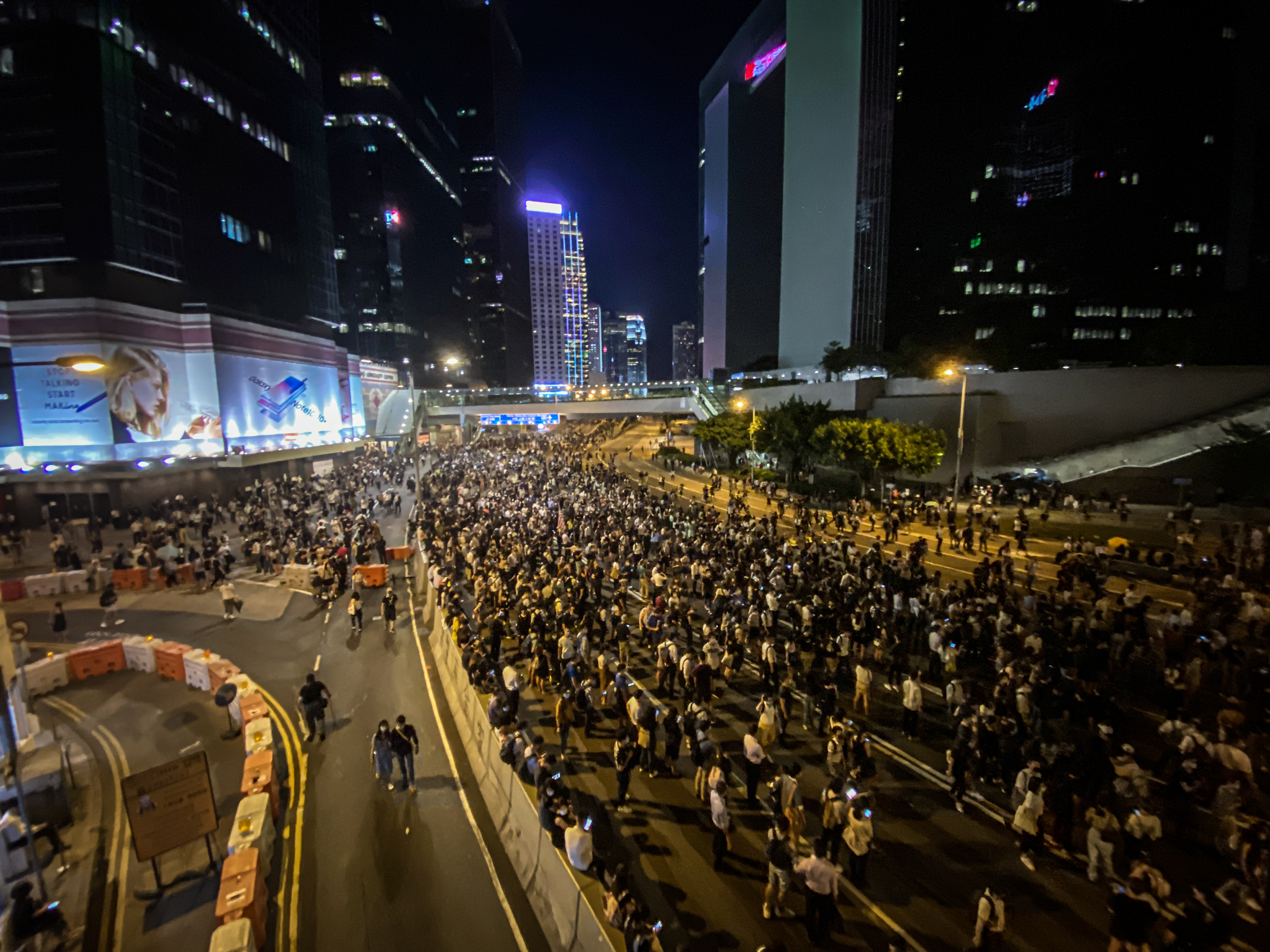
金鐘夏慤道示威人士

在中環，示威者拆走行人懸掛於天橋上蓋的國慶橫額，扔到地下縱火焚燒。干諾道中吉野家、香港中華總商會和美心快餐店的店面遭到不同程度的毀壞。其後大批市民在金鐘夏慤道聚集，晚上近8時，部分人步行往灣仔到銅鑼灣。

#### 銅鑼灣
銅鑼灣有大批示威者佔據馬路，港鐵站出入口著火。崇光百貨對面的中國銀行分行玻璃被示威者打爛。到晚上9時55分，近百名防暴警員從怡和街向軒尼詩道推進，雖然大部份示威者已經散去，但防暴警一度舉起黑旗，同時多次向在場記者要求「走上行人路」。晚上10時，警員推進至軒尼詩道時後發射催淚彈，並快速推進，但現場未見示威者。

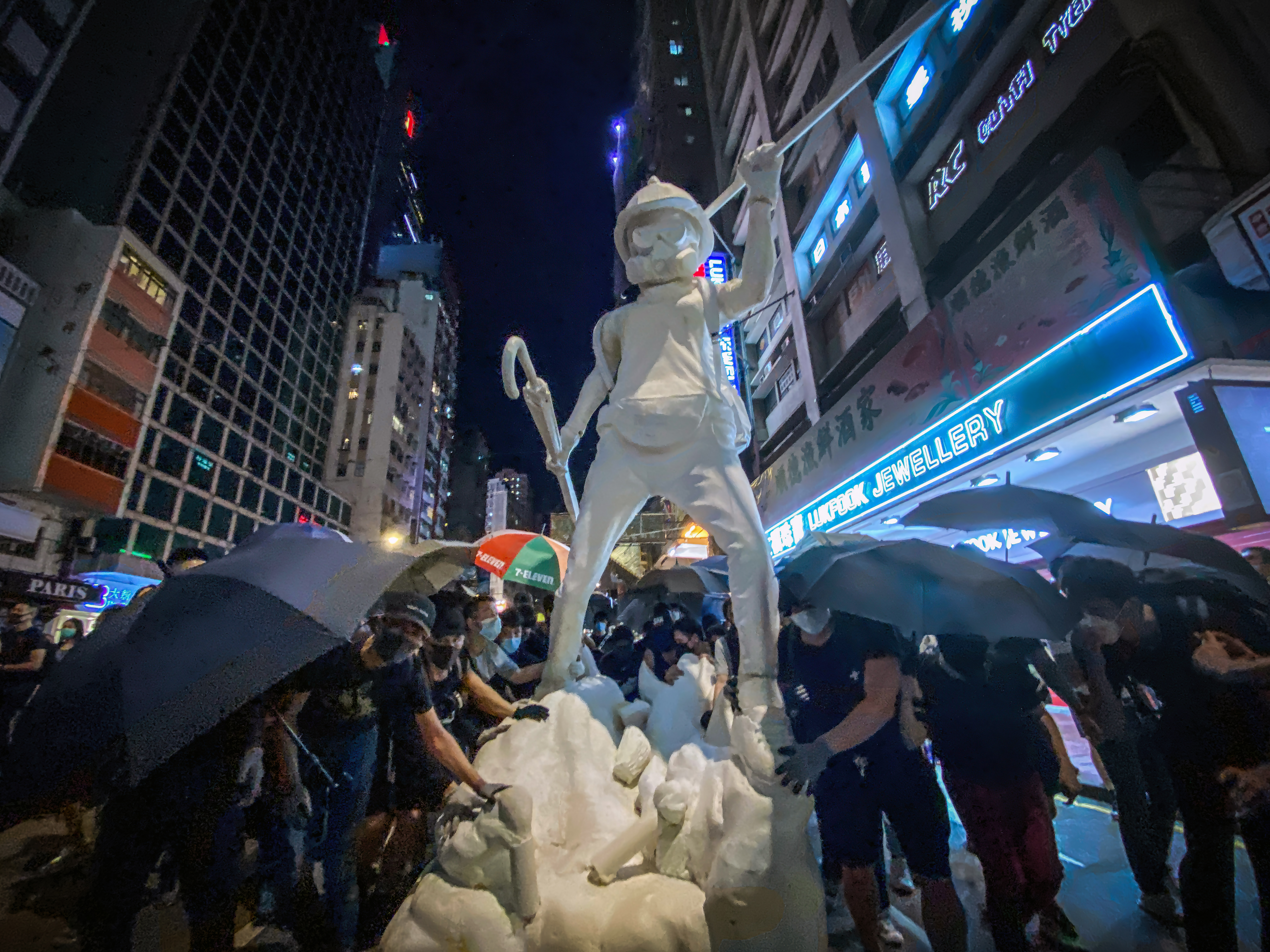
香港民主女神像於銅鑼灣出現
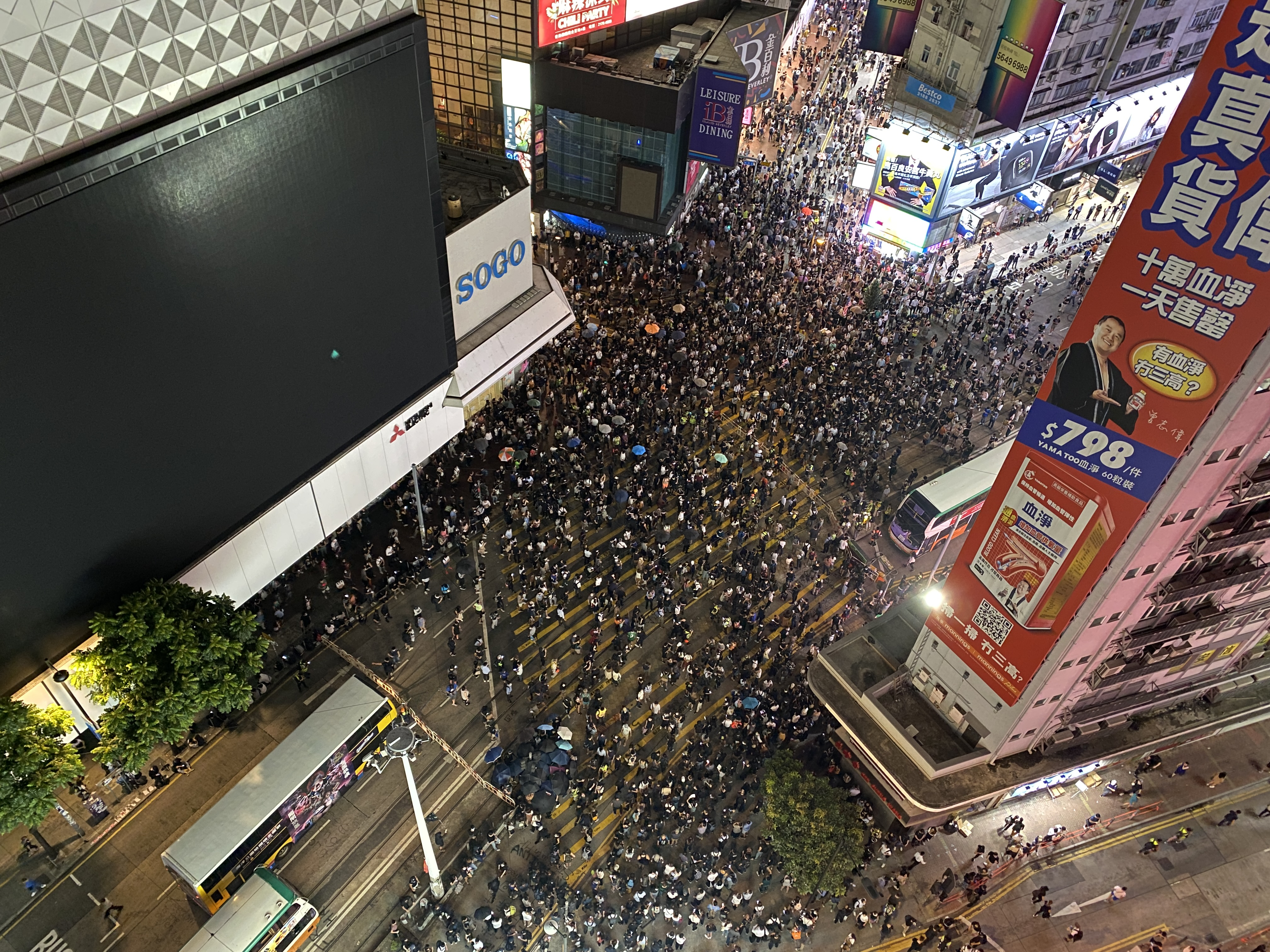
銅鑼灣有大批示威者佔據馬路
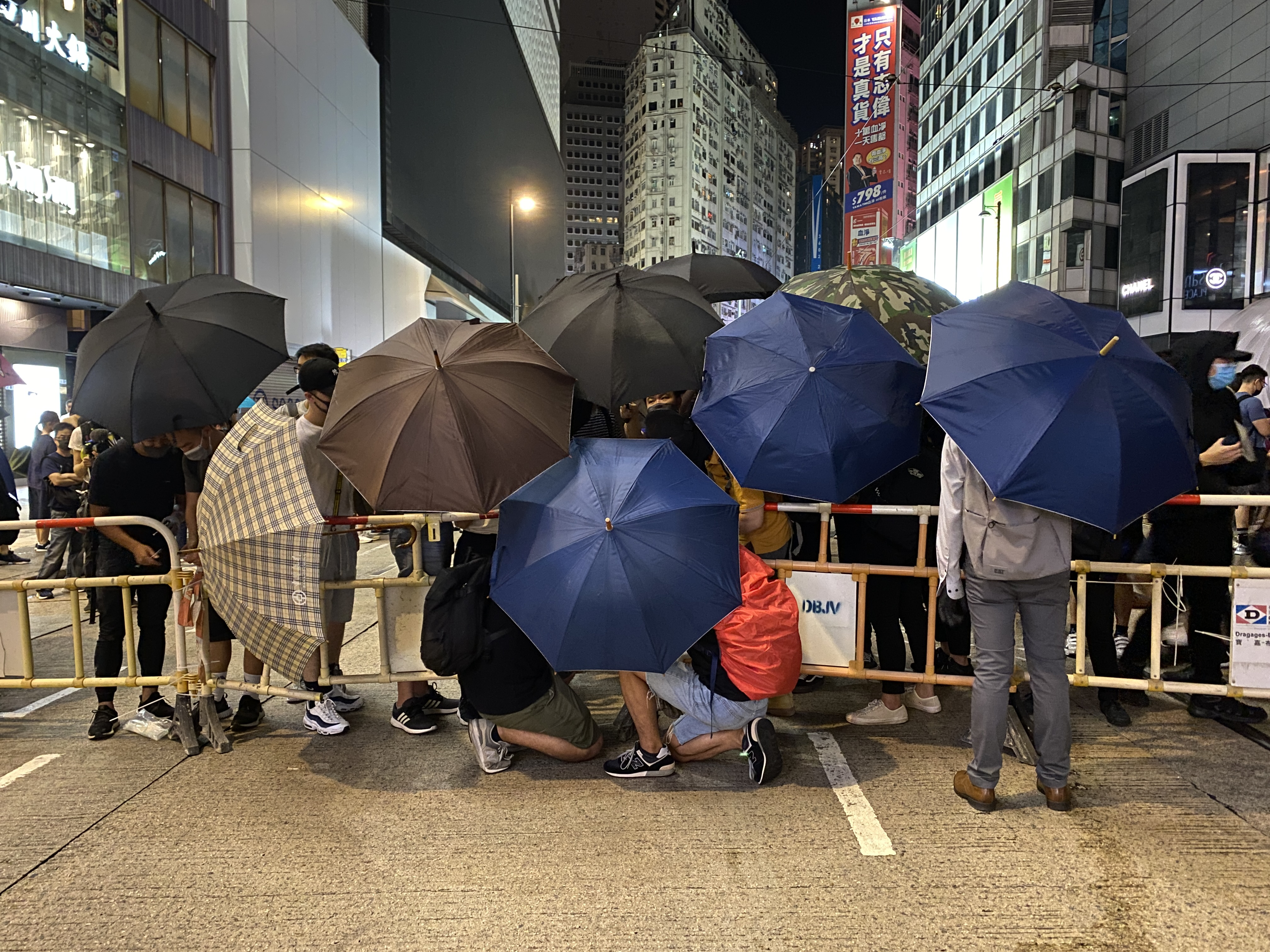
示威者在銅鑼灣軒尼詩道設置路障
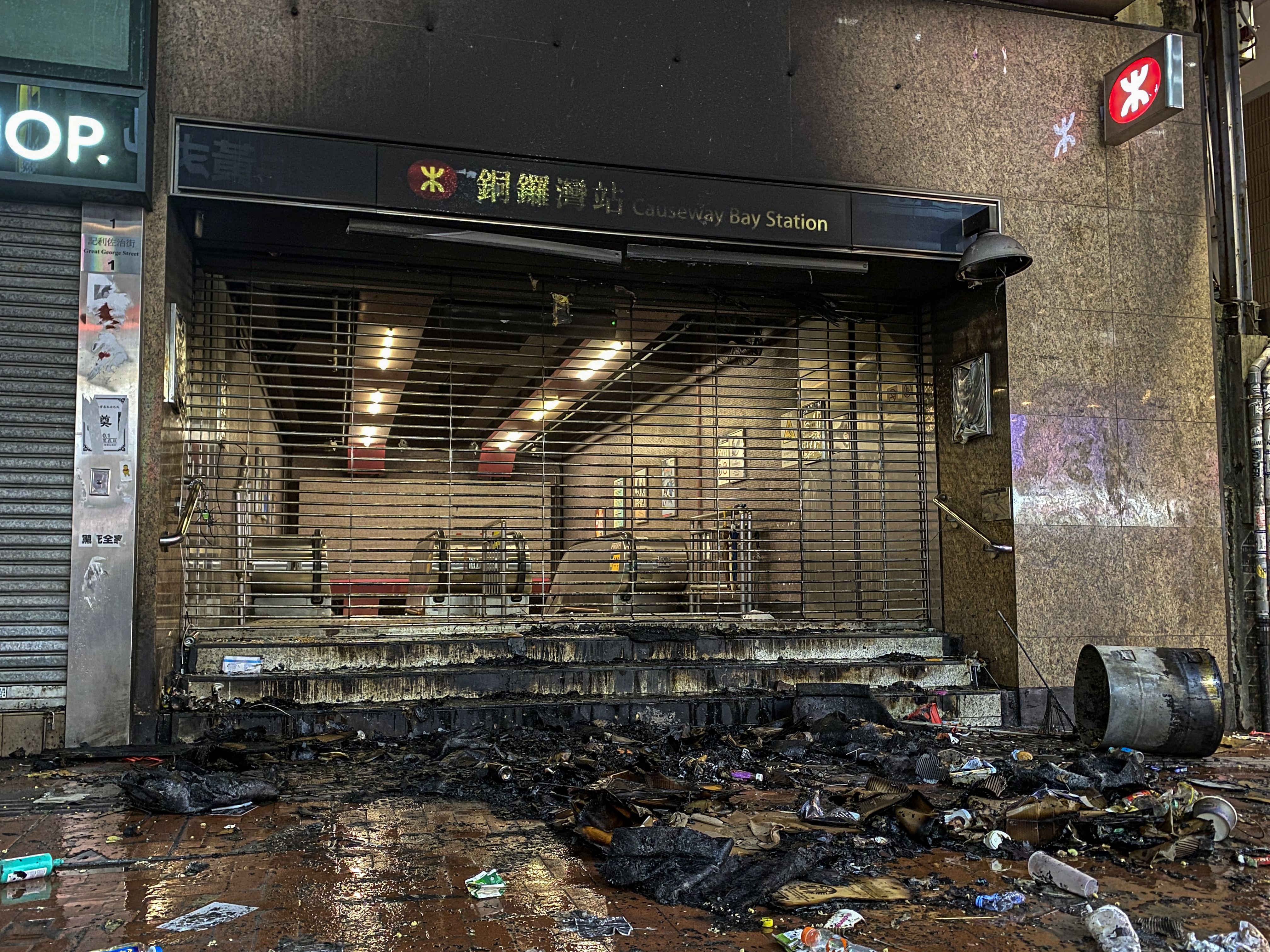
銅鑼灣站出入口被縱火

#### 九龍塘

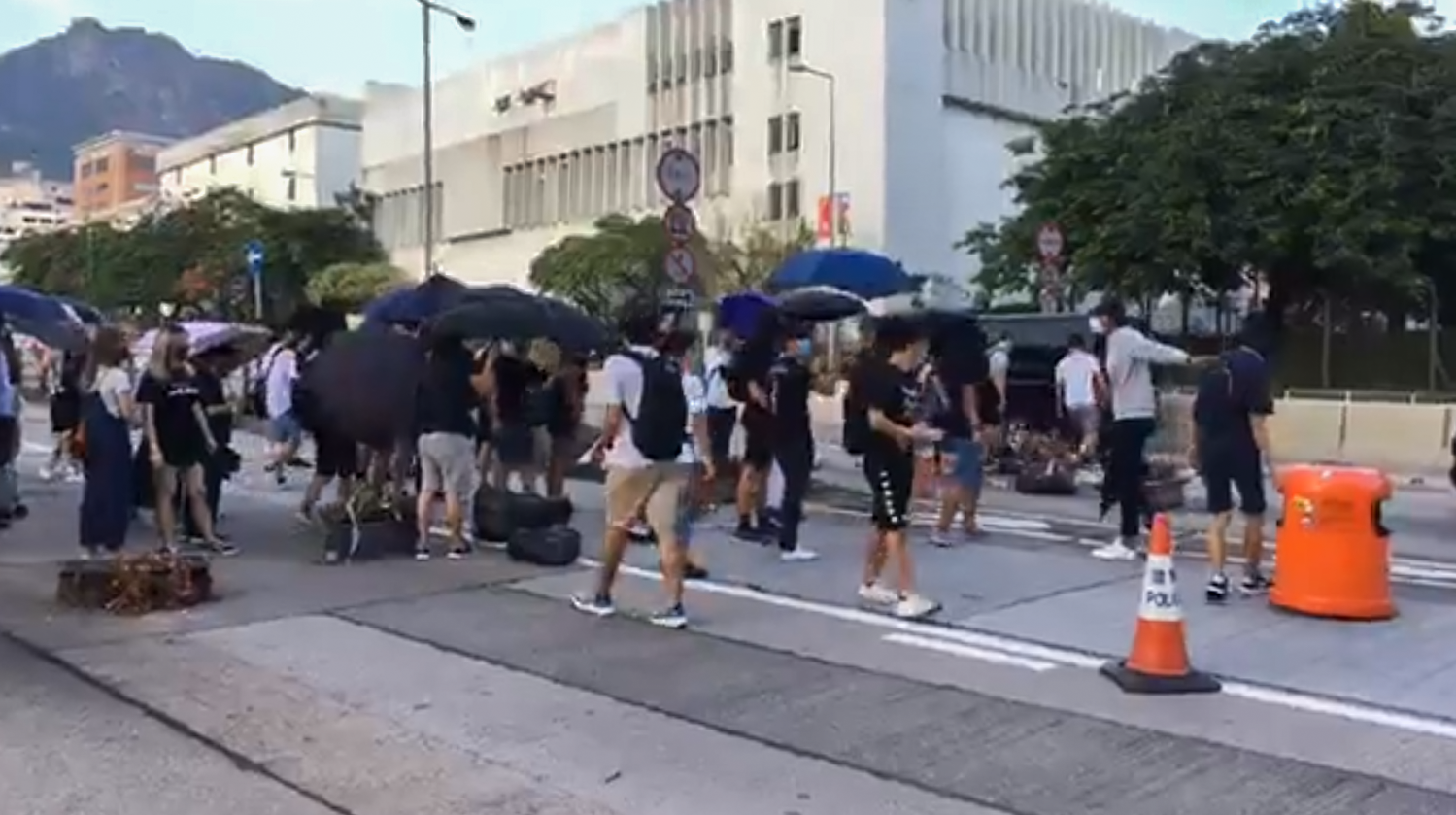
下午4時許，穿着黑衣及校服的示威者在九龍塘窩打老道堵路

下午4時許，特首林鄭月娥記者會尚未結束時，有穿着黑衣及校服的示威者在九龍塘窩打老道堵路，其後司機很快搬走路障。

#### 香港仔
香港仔有示威者聚集，元氣壽司、吉野家等商店遭到毀壞，示威者堵塞香港仔海傍道，其後前往香港仔警署擲石，警方施放催淚彈驅散示威者。

#### 旺角
大量示威者在尖沙咀聚集後，往旺角彌敦道及亞皆老街交界的十字路口聚集，他們用木板、竹枝等雜物設置路障，部分人剪斷交通燈的電線，影響交通訊號運作，之後又到旺角站出入口放置雜物和縱火。中資企業小米及美心集團旗下的店鋪遭到破壞，其中中國移動和優品360的門市遭破壞後，有不是示威者的南亞裔人士趁機搶奪手機和貨品。

#### 黃大仙
晚上8時許，一批示威者在黃大仙龍翔道堵路，黃大仙中心的元氣壽司和八月小品門面玻璃被打碎。晚上10時後，防暴警員在行人天橋向橋下的示威者多次施放催淚彈，但示威者仍然未有散去，更有人投擲汽油彈。防暴警察多次用黑旗及橙旗警告後再施放催淚彈。到凌晨防暴警沿龍翔道作驅散及清理路障，一名示威者的腳部被橡膠子彈射中。

#### 沙田

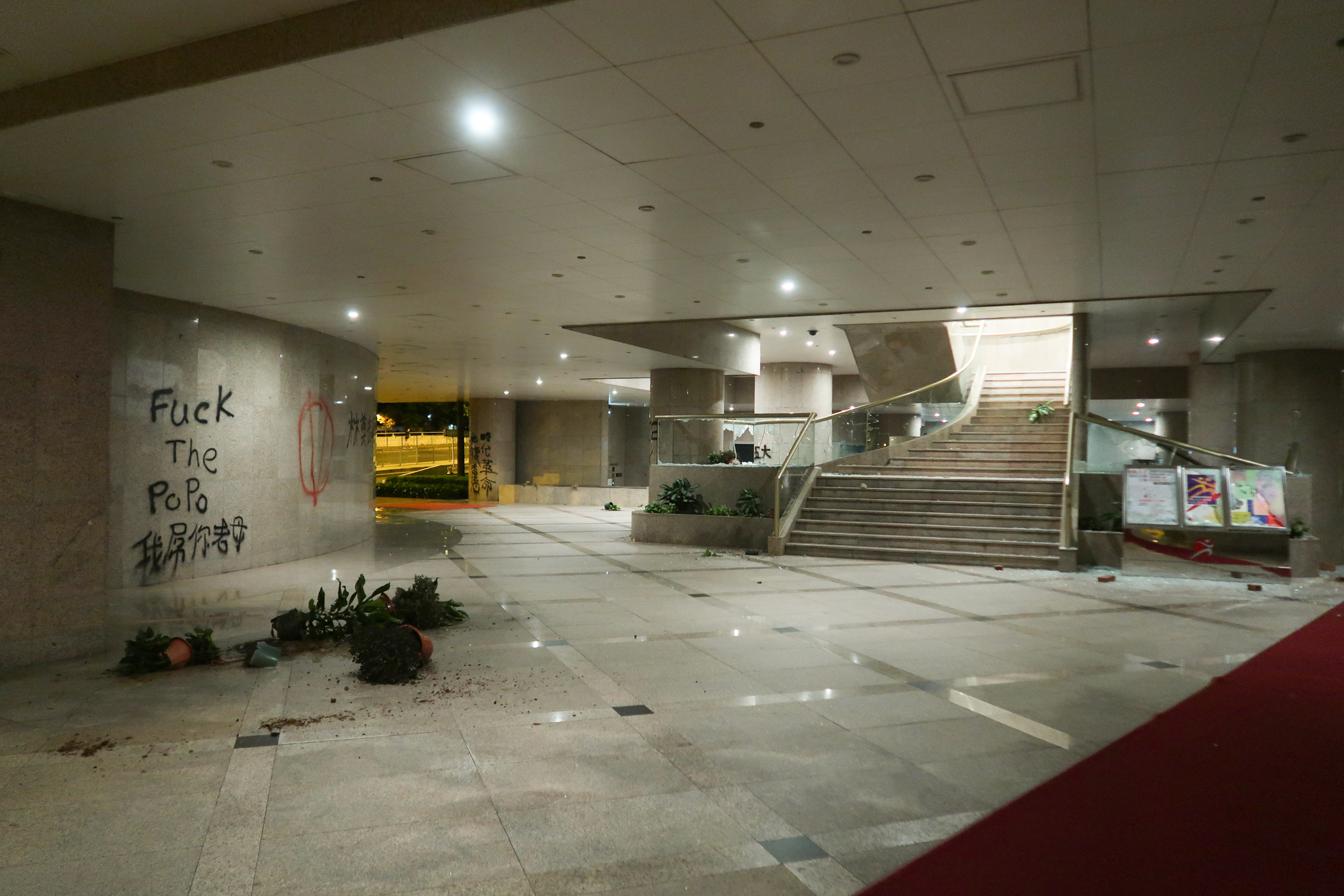
示威者到康文署大樓地下大堂寫上字句

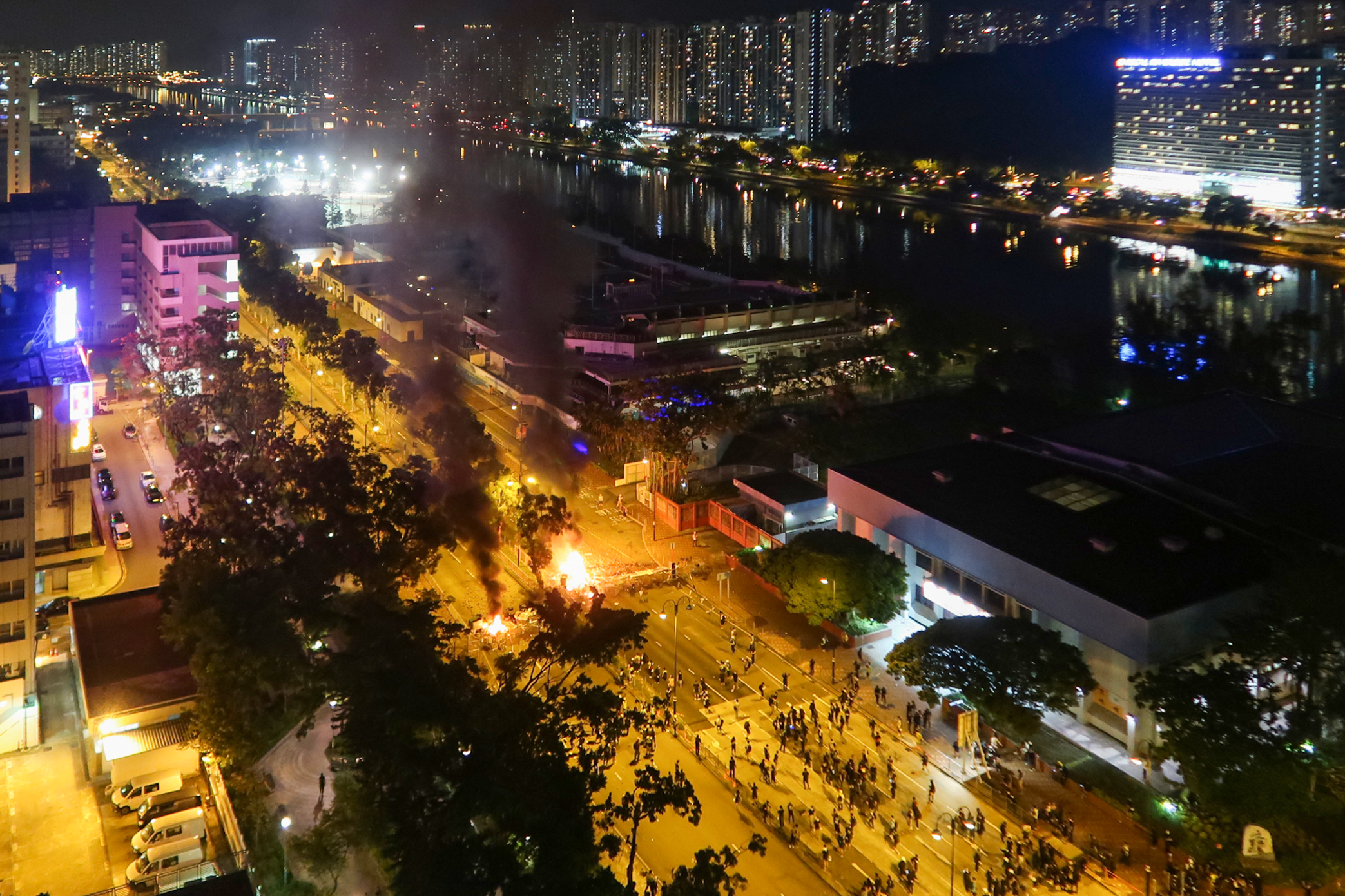
晚上11時，示威者到源禾路設置路障並縱火焚燒

晚上8時，沙田示威者到排頭街一帶多處設置路障並縱火焚燒，其後在沙田政府合署和康文署大樓附近快閃縱火和打碎玻璃後，到港鐵沙田站破壞部分閘機和自動灑水系統，導致車站暫時關閉，沙田圍站亦同樣遭受破壞。
晚上9時半，沙田站月台一列無載客列車頭等車卡起火，車頂出現火光和冒出濃煙，無人受傷。

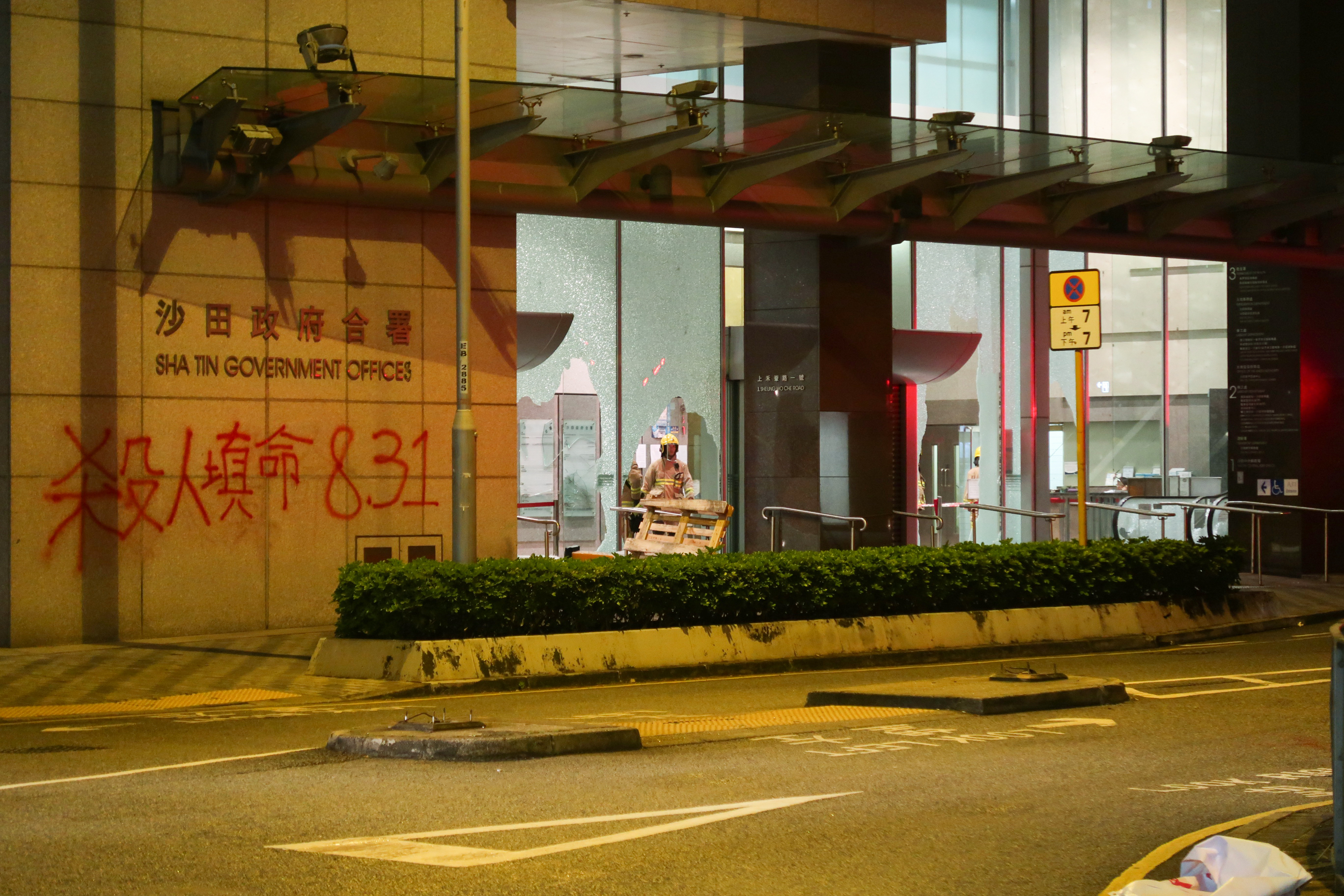
沙田政府合署入口玻璃被打碎，外牆塗上「殺人831」
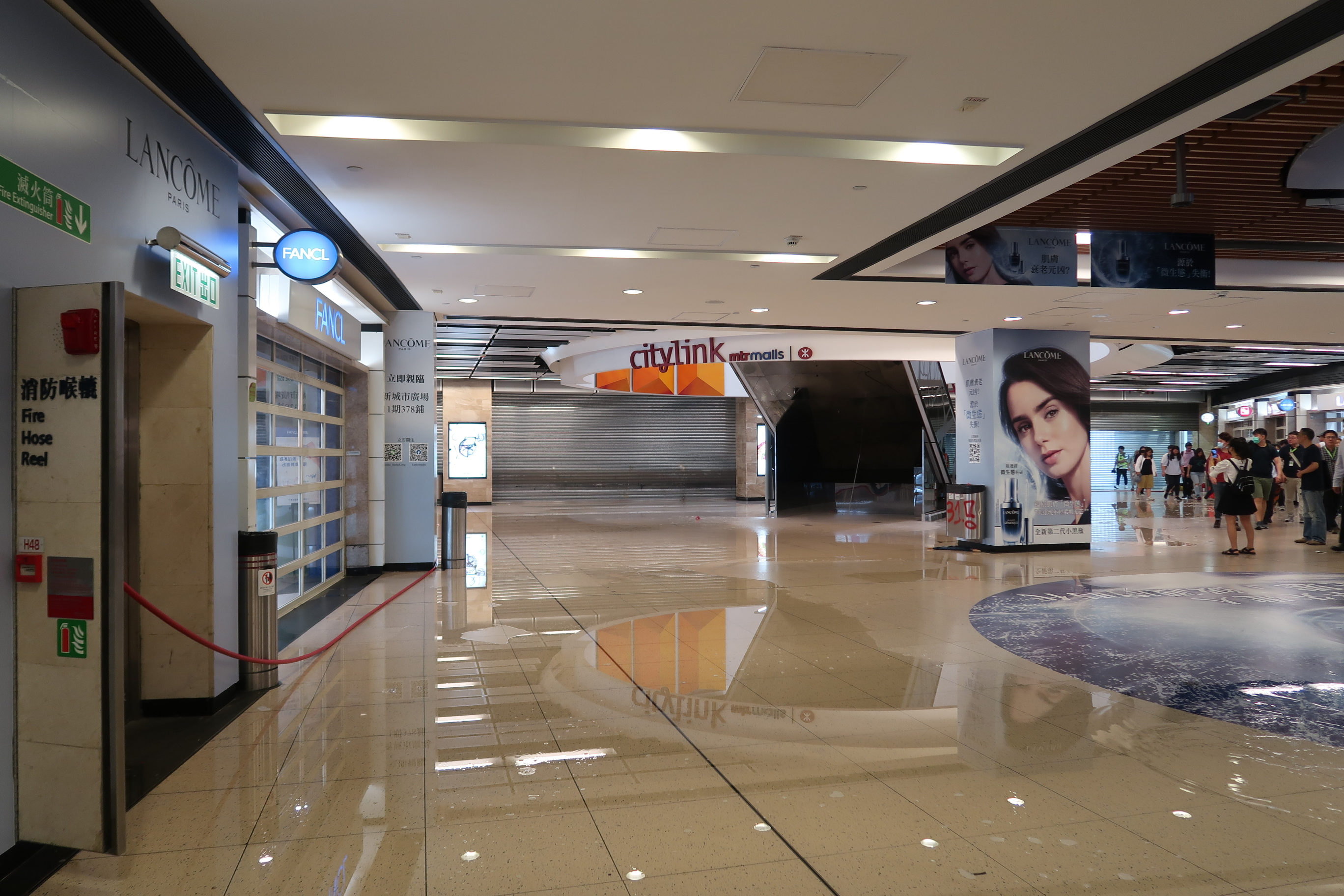
港鐵沙田站大堂自動灑水系統被破壞，多處灑水
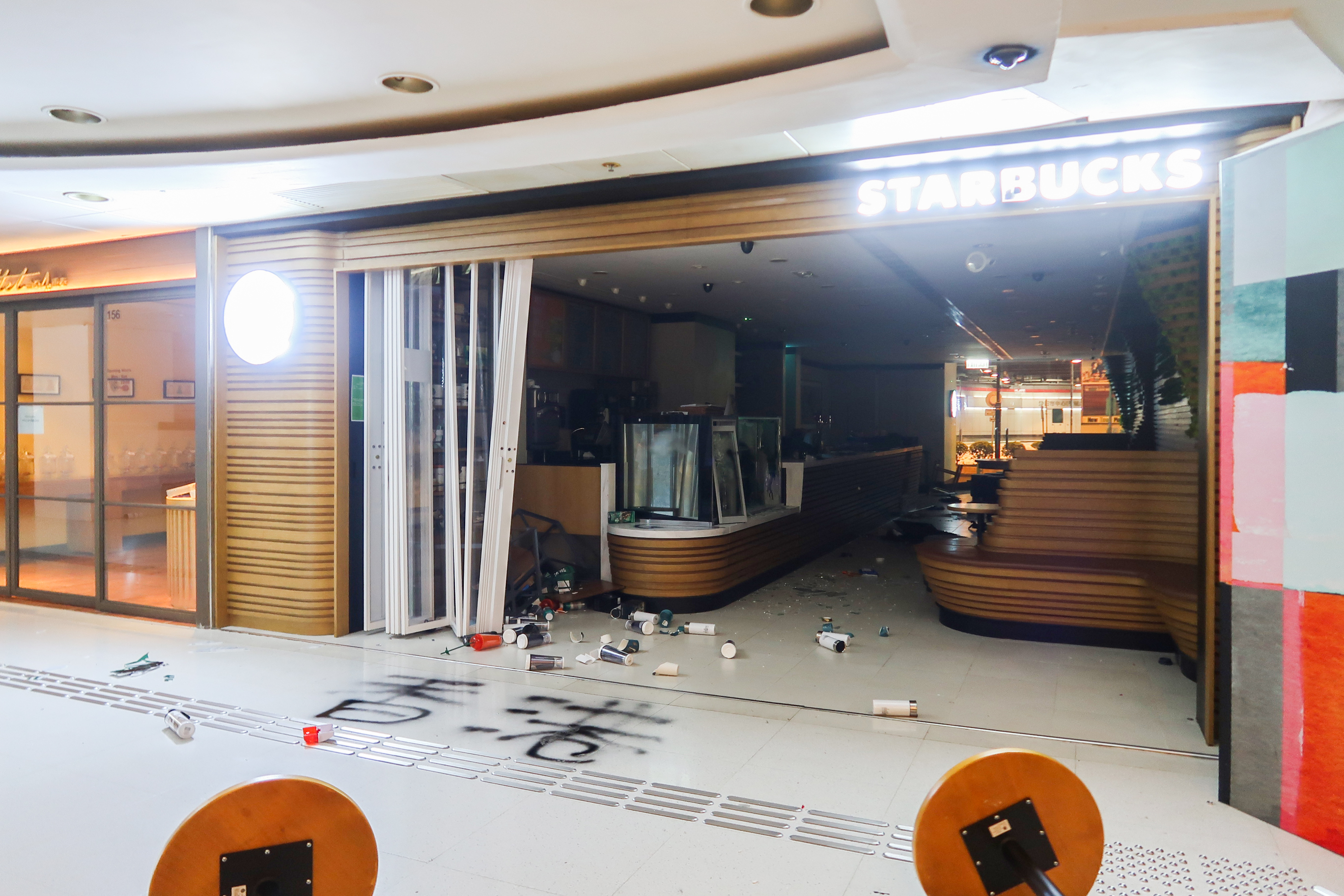
新城市廣場地下Starbucks被破壞
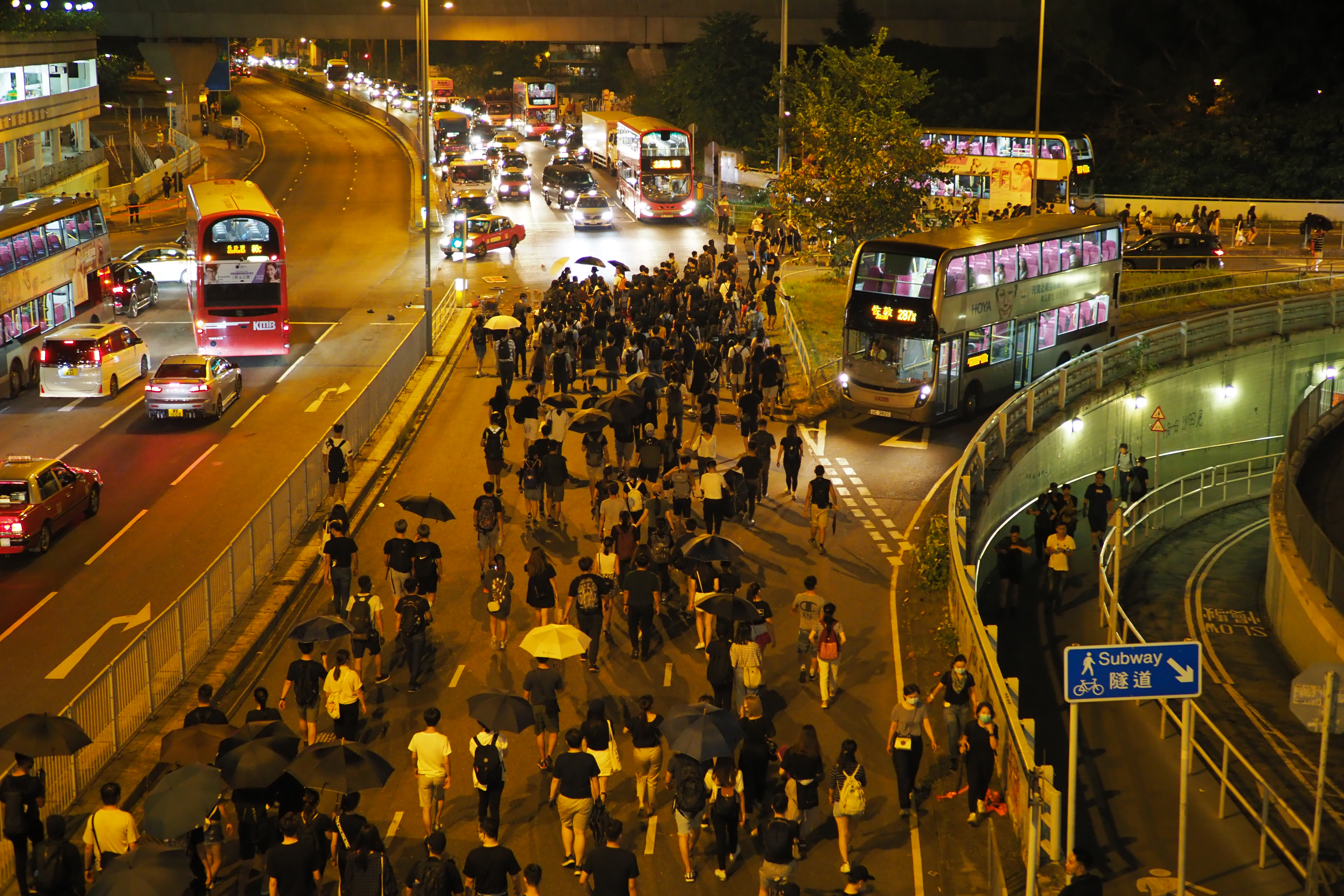
示威者到沙田圍路與沙角街交界設置路障
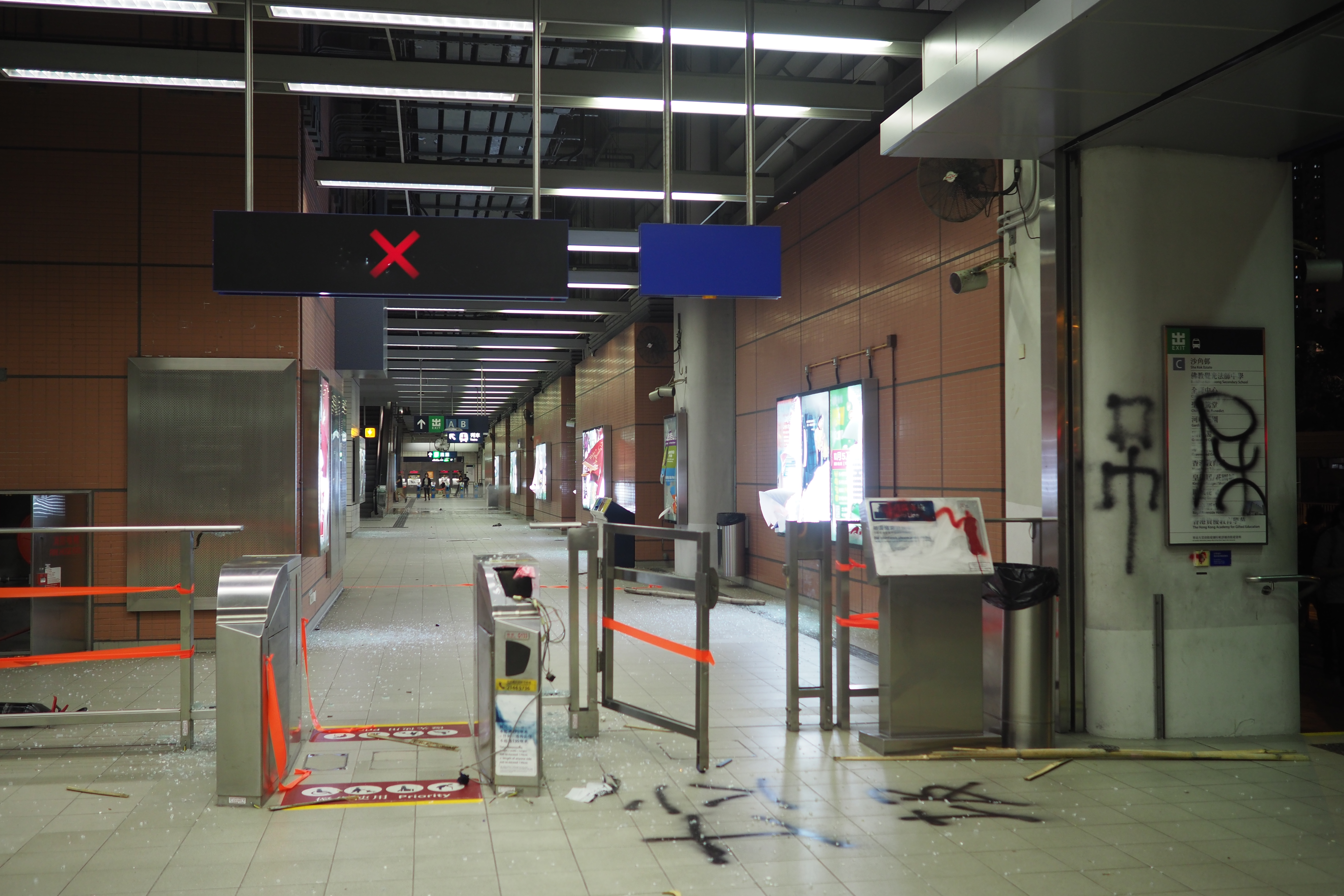
沙田圍站閘機遭受破壞

#### 大埔
入夜後，有示威者於大埔政府合署欲焚燒五星旗。

#### 粉嶺

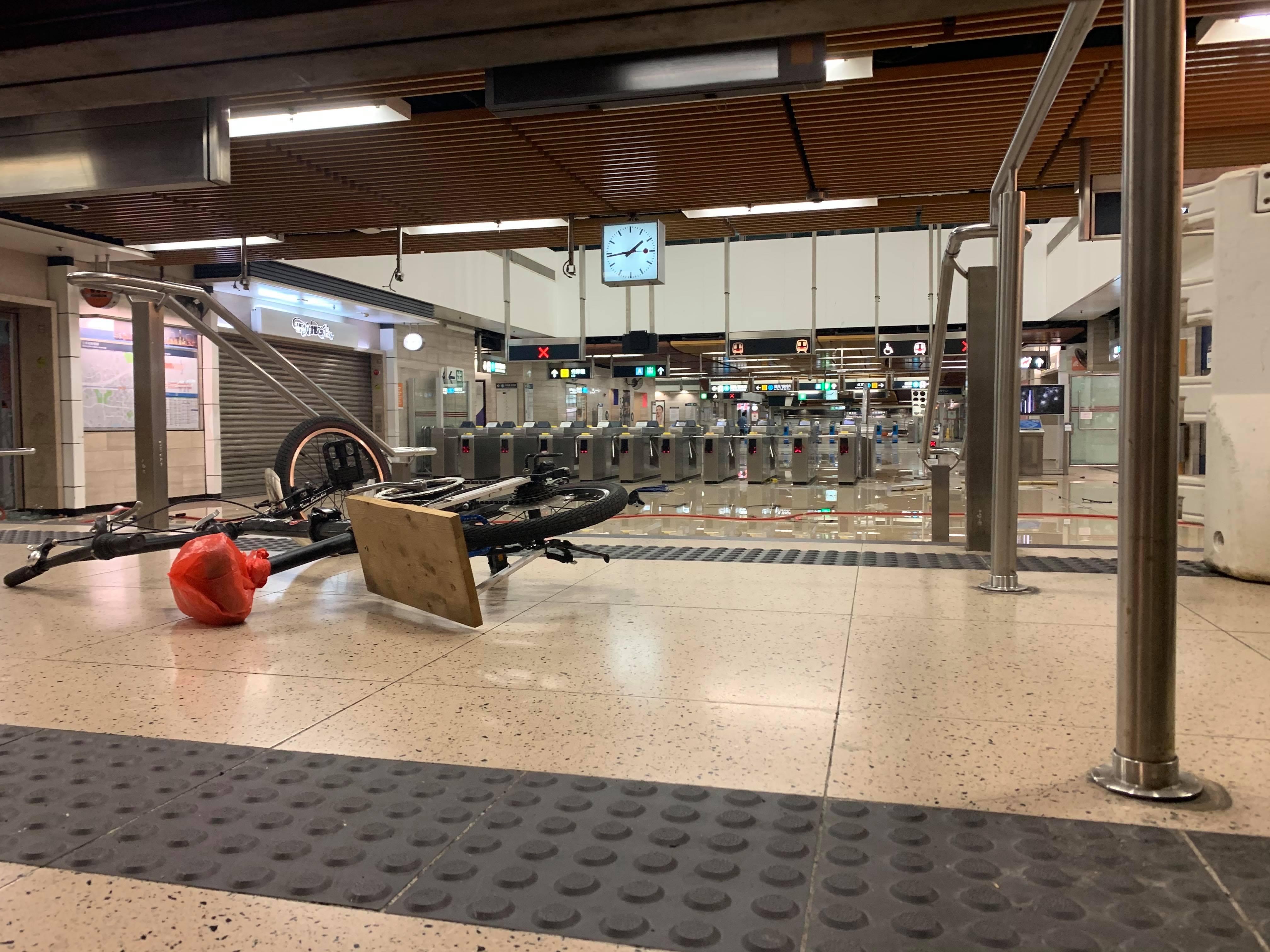
粉嶺站大堂放滿雜物，自動灑水系統被破壞，多處灑水

晚上11時，在粉嶺站，一列正在通過該站的陸方廣九直通車車窗被破壞，但該列車仍繼續行駛。其後有大石及單車被推落路軌。車站大堂亦被破壞。

#### 元朗
晚上7時，元朗YOHO Mall商場雖然有廣播表示「今日營業時間已結束」，場內大部分燈亦關上。但有百多名戴口罩市民在商場內留守，期間有人高叫口號，在中庭玻璃貼上紙鶴和掛上小旗幟。其後示威者到大馬路。
晚上9時，一名休班便衣警察在元朗駕車經過時，因為被示威者攔截檢查身分，選擇開車逃跑。其後他被示威者包圍，為自衛開了實彈槍，射中了一名14歲張振興伉儷書院男中學生示威者的大腿，此為該年6月至今第二宗於反對逃犯條例修訂草案運動中警槍實彈事件。經調查後該名中槍中學生被控參與暴動罪及襲警罪。之後被示威者圍毆并中了一枚汽油彈。警員逃跑時跌槍，示威者立即上前搶奪，被他立即制止，但子彈彈匣未及拾回。之後，他退至輕鐵站位置並致電求援稱自己一人被打，防暴警隨即到場。中槍的男童傷勢嚴重，被送到屯門醫院，大批防暴警察在醫院內戒備。

#### 荃灣
荃灣一群黑衣示威者宣讀由連登討論區網民撰寫的《香港臨時政府宣言》，表示香港特區政府失去合法性，並以「香港臨時政府」的名義宣佈七項訴求，包括將原有特別行政區各部門歸入香港臨時政府管理、於三年內選舉產生政府首長、解散現有香港立法會並成立臨時立法會，之後一年內重新選舉立法會。

#### 將軍澳
晚上8時44分，將軍澳站被人破壞，車站關閉7日後，到10月11日重新投入服務。

#### 正式生效后
午夜12點《禁蒙面法》正式生效后，仍然有大量示威者聚集在銅鑼灣、黃大仙和沙田，多處地方起火。警方在黃大仙及馬鞍山警署外發多次施放催淚彈，驅散群眾，大部分人陸續離開現場。

## 影響
香港青年協會宣佈取消下轄所有青年空間和服務單位5日晚上6時到7日的所有活動，調整課堂和班組。香港童軍總會亦發出公告，決定所有童軍單位須取消或延期舉行所有原定於周六至下周一（5日至7日）的童軍活動，包括童軍集會、活動、訓練及會議等。香港足球總會全數取消港超聯5場賽事，同時周五、六及下周日舉行的所有甲、乙、丙組及青少年賽事延遲舉行，受影響比賽接近100場。香港賽馬會提前於當天5點半關閉全港102間場外投注站。
原定于5日舉行的招聘考試及基本法測試（學位／專業程度職系）、香港中學文憑考試丙類（其他語言）科目口試及海關督察招聘考試取消。
而香港城市大學、香港演藝學院、香港理工大學、香港浸會大學、香港公開大學、香港教育大學、香港中文大學和珠海學院等大專院校宣佈取消當晚至翌日的課堂，而香港理工大學亦宣佈延期舉行原定5日的「教育資訊日」。
港鐵於當日22:34停止所有路線的營運；而翌日（10月5日），港鐵全線包括重鐵（機場快綫除外）和輕鐵全日不會提供服務；機場快綫於14:30起，只提供往來香港站至機場站服務，不停中途站；而港鐵巴士則於16:00起陸續提供有限度服務。新巴和城巴部分路線維持有限度服務或改道，至10月6日，港鐵才恢復提供服務，由當日起至12月1日，除機場快綫外，港鐵各路線、港鐵巴士及輕鐵都比正常時間提早收車數小時，至12月2日才回復正常。
由于港铁暂停重鐵线路的服务，导致香港往来中国内地的交通受到一定影响，多趟城际直通车车次受此影响取消或缩短至广州东站运行。深圳市口岸办公室发布消息称“因东铁线等线路故障检修临时停运”，建议旅客不要从罗湖、文锦渡等口岸通关，选择其他口岸通行。
大批市民擔心未來數日有大型衝突，下班時分紛紛到超級市場搶購糧食，其中荃灣兩個超級市場的藏肉類貨架部分貨品售罄，超市內排起長長的付款隊伍。
多家大型超級市場5日暫停營業，包括九龍灣德福廣場及淘大商場、沙田連城廣場及新城市廣場、觀塘apm商場及將軍澳商場PopCorn共19家商場。而百佳超級市場（包括旗下的International、Fusion、Taste、GOURMET、Great、SU-PA-DE-PA及FOOD LE PARC等品牌）全線店舖亦停業1天；而豐澤及屈臣氏除香港國際機場分店外，其餘店舖亦停業1天。香港迪士尼樂園5日開放時間推遲到下午1時，個別設施的開放或作調整。而惠康超級市場（包括旗下的MARKET PLACE by Jasons、Jasons Food & Living、3hreeSixty、Oliver's The Delicatessen及Jasons Ichiba）及7-11便利店全線店舖亦提早至17:00關門，而萬寧全線店舖亦提早至14:00關門。此外多家中资银行如中國工商銀行 (亞洲)、招商永隆銀行、中國建設銀行 (亞洲)及上海商業銀行5日暫停營業。除中国银行（香港）中銀大廈分行、滙豐銀行香港總行及主要营业网点、東亞銀行中環總行、渣打銀行德輔道中分行外，其余营业网点均暫停營業。香港紅十字會輸血服務中心各捐血站也于5日下午5時起暫停服務。而香港迪士尼樂園及迪欣湖活動中心5日开放时间亦改为下午1時，香港海洋公園也于5日取消包場活動。此外，香港赛马会六合彩攪珠亦順延至10月8日舉行，各場外投注處也于5日暫停服務。
國際汽車聯合會宣佈取消原定於2020年3月於香港中环海滨赛道舉行的電動方程式賽事。

## 各方反應

在大圍街頭有市民站著舉起雙手，但仍遭防暴警察衝前暴力推倒在地上。

香港警察10月5日凌晨召开紧急记者会，通报示威活动的大致情况，提到了元朗的一名警员开枪的经过。对于在事件中中枪送院的男子，警方表示，已经派人前往医院了解情况，但暂时还未与该男子取得联系，所以尚不了解该男子在此次事件中扮演什么角色。同时警方提醒，任何人无牌藏有弹药均属违法，一经定罪，可判处罚款十万元及监禁十四年，因此市民如拾获子弹或子弹壳，必须交还警方。
下午2点，林郑月娥率领一众司局长发表电视讲话。在讲话中，林郑月娥表示，4日发生了极为恐怖的暴力事件，是“非常难过的一夜”，公共安全已受严重危害，而特区政府需要采取果断措施压制暴力，恢复社会安宁，保障市民正常生活的权利。她又提到法庭禁止就《禁蒙面法》颁布临时禁制令，认为“有必要透过规例控制非法集会及获警方发出不反对通知书的大型集会”。她呼吁市民支持香港特区政府依法制暴，共同谴责暴力，以坚定意志与暴徒割席。
联合国人权事务高级专员办事处专员米歇尔·巴切莱特对香港渐趋暴力的民主抗议活动表示担忧，并警告《禁蒙面法》不應該用作针对特定群体或削弱公民集会自由的权利，同时亦反對任何人使用面具挑动暴力，“我强烈谴责各方做出的所有暴力行为”，敦促港府立即就暴力事件进行有效、及时、独立及公正的调查。
美國眾議院議長南希·佩洛西在推特上说：“香港引用紧急法、禁止蒙面，没有回应民众的不满，只会加剧对言论自由的担忧。”

## 檢控程序

### 瑞士籍攝影師被控擾亂公眾秩序
警方於2020年4月2日落案起訴於2019年12月23日拘捕的74歲瑞士籍男子，指他在中環遮打大廈外涉及「協助及教唆在公眾地方擾亂公共秩序」罪，案件4月3日於東區裁判法院提堂。
控罪指事發於2019年10月4日下午2時，當時中環干諾道中正進行示威活動。一名內地男子進入一間大廈期間，以手機拍攝現場示威者，期間被人發現。在場人士向他叫囂，及後被路人勸阻離開。正當該名內地男子進入大廈時，他轉身向示威者大喝一句：「我們都是中國人！」期間被告疑衝前將大廈玻璃門關上，阻止內地男子進門。其後另一名黑衣人從後向他施襲，包括在他臉部飽以老拳「私了」，導致內地男子的左臉和左胸瘀傷。提堂時，被告獲准以2000元保釋，但不得離港及不可干擾控方證人。
被告其後不認罪，裁判官崔美霞裁定他罪名不成立。雖然被告當時舉機拍攝內地男子，但被告本來以攝影為興趣，亦與男子保持一定距離。因此，裁判官認為被告可能是為了拍攝才關上大門，不一定是為了阻止男子進入大廈。其後控方提出覆核聆訊，指出裁判官未有考慮被告是刻意無視事主受襲風險。到2022年4月28日，裁判官崔美霞表示不認同控方說法，同意關上大門可有較佳位置拍攝，同時沒有證據顯示被告預知事主將會遇襲，因此維持原本裁決，罪名不成立。被告庭後表示滿意裁決，認為律政司的覆核是浪費時間和金錢，他稱會繼續拍攝及記錄。

### 中槍男子被控暴動
示威當天左邊大腿中槍的男子在2020年9月3日被正式起訴一項暴動罪及一項有意圖造成身體嚴重傷害罪。案件於9月8日在粉嶺裁判法院提堂。 控方證實被告左邊大腿中槍，並從其肌肉層取出3塊子彈碎。
2021年3月19日，中槍少年承認一項暴動罪，換取控方撤控意圖造成身體嚴重傷害罪。主任裁判官蘇文隆索取報告後，將少年判入教導所。

### 黃之鋒及古思堯被控非法集結
2020年9月24日，前香港眾志秘書長黃之鋒及社民連成員古思堯被警方涉嫌在去年10月5日參與未經批准集結，以及違反「禁止蒙面規例」拘捕，同年9月30日在東區裁判法院提堂。
黃之鋒承認控罪，而古思堯則否認控罪。2021年4月13日，古思堯在東區裁判法院受審後，被裁判官鄧少雄裁定罪成。鄧少雄就兩罪判處黃之鋒監禁4個月，刑期與他正服刑的案件分期執行；古思堯則被判監5個月。

## 备注
1. ↑  相关视频显示[41]，被袭击列车车身为绿色涂装及简体字标识，此趟车辆所有者、运营者应是广深铁路股份有限公司。10月5日《环球时报》的报道，就列车被袭事件，港铁向其发送声明，声明中提及列车班次为Z810。列车自粉岭站驶出后，一度停留在粉岭站和上水站之间[42]。